# 2006 في جنوب إفريقيا
فيما يلي قوائم الأحداث التي وقعت خلال عام 2006 في جنوب أفريقيا.

## سياسة

### تعيين في المنصب
- 15 مارس – هيلين زيلي عمدة كيب تاون [الإنجليزية]‏.

## رياضة
- 1 يناير – جنوب أفريقيا في الألعاب الأولمبية الشتوية 2006

## برامج ومسلسلات وأنمي
- إيغولي: مكان الذهب

## وفيات

### يناير
- 1 يناير – بوب مود (مواليد 1946) لاعب كرة مضرب جنوب أفريقي.

### يونيو
- 12 يونيو – دينيس شيبرد (مواليد 1926) ملاكم جنوب أفريقي.

### يوليو
- 20 يوليو – تيد غرانت (مواليد 1913) كاتب من المملكة المتحدة.

### أكتوبر
- 31 أكتوبر – بيتر ويليم بوتا (مواليد 1916) سياسي جنوب أفريقي.